# Severna Nemačka
Severna Nemačka severni je region Nemačke čija tačna površna nije precizno ili dosledno definisana. Varira u zavisnosti od lingvističkih, geografskih, sociokulturnih ili istorijskih tačaka gledišta.